# Johannes van Mildert

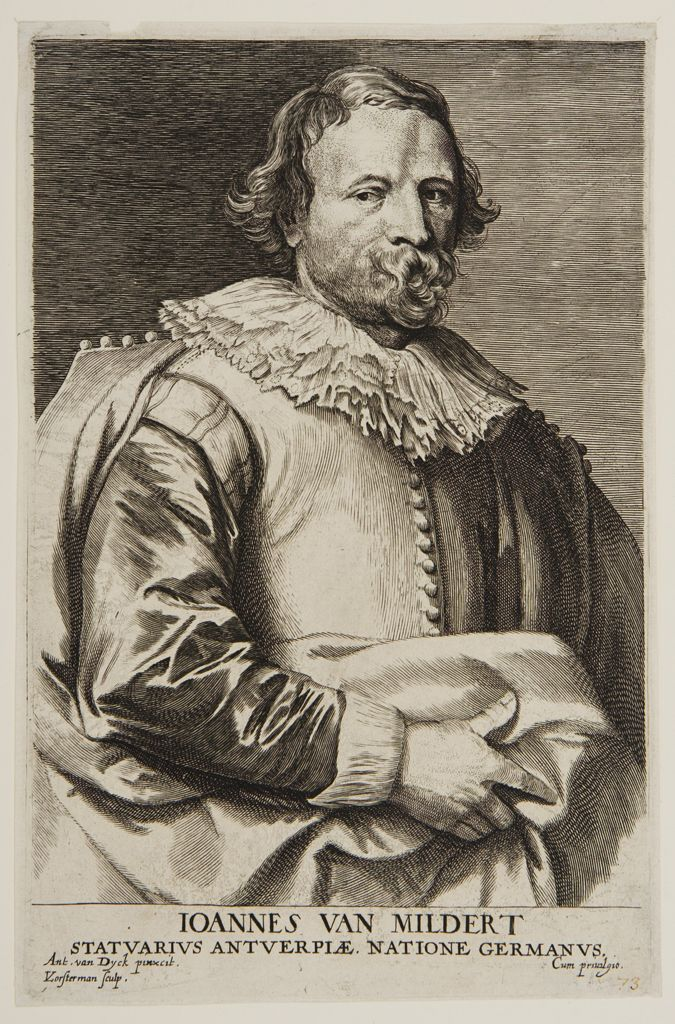
Ritratto di Johannes van Mildert, inciso da Lucas Vorsterman su disegno di Antoon van Dyck

Johannes van Mildert noto anche come Hans van Mildert, Joannes van Mildert, Johannes Van Milder e con il soprannome di  den Duyts (Königsberg, 1588 – Anversa, 1638) è stato uno scultore fiammingo noto per le sue sculture barocche esistenti molte chiese belghe e olandesi.

## Biografia
Era figlio del pittore di Anversa Anthoon van Mildert (morto 1597) che era emigrato a Königsberg. Fu probabilmente allievo di Willem van den Blocke, un altro pittore fiammingo trasferitosi a Königsberg.

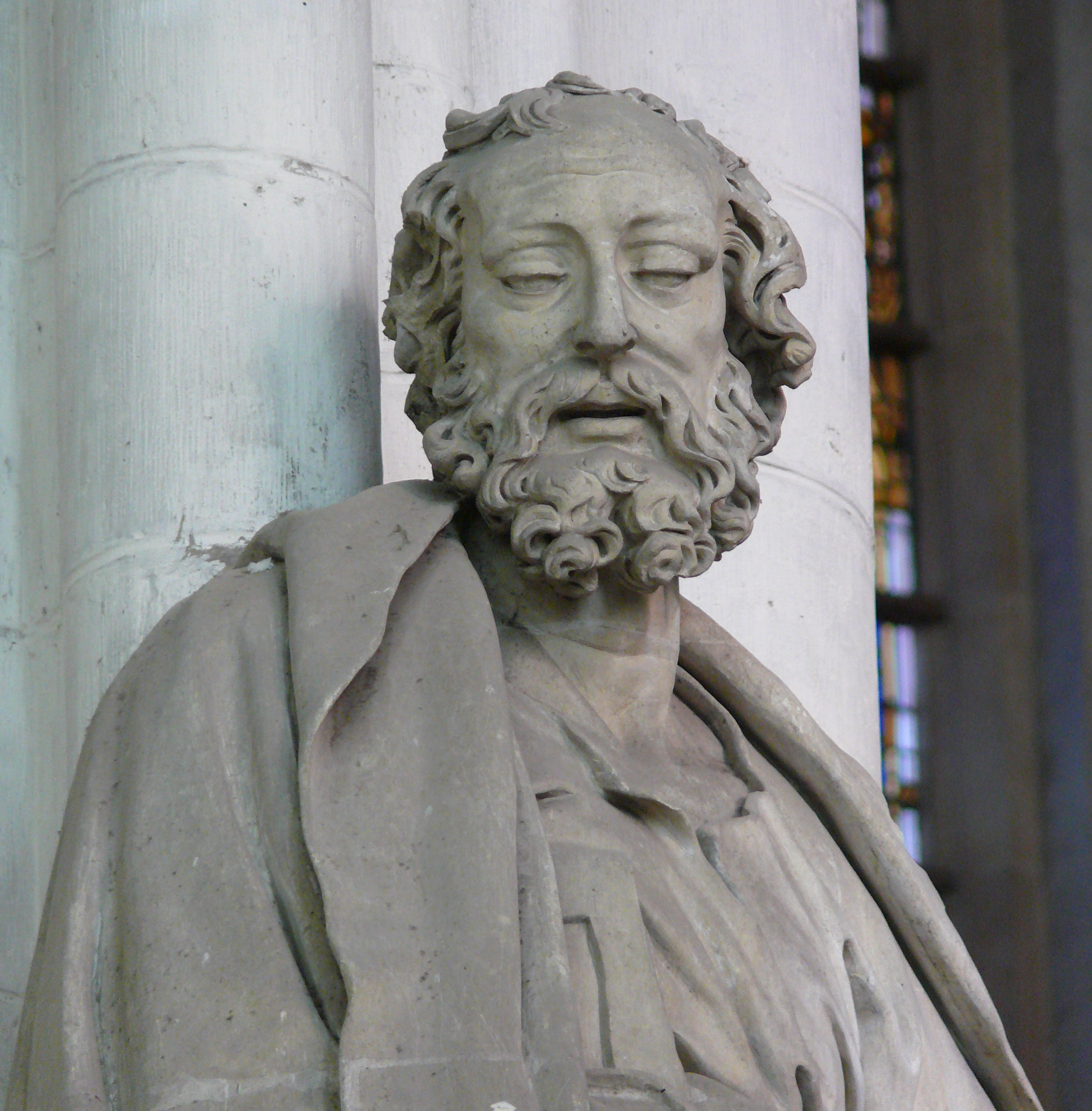
San Pietro nella cattedrale di San Rombaldo a Malines

Dopo la morte di suo padre si trasferì ad Anversa, dove divenne maestro nella Corporazione di San Luca nel 1610. Probabilmente intraprese un viaggio a Roma intorno al 1608. Si ritiene che dopo il 1620 trascorse del tempo a Parigi. Divenne cittadino di Anversa nel 1628. Ad Anversa divenne amico di Rubens che aveva una storia simile essendo entrambi fiamminghi nati all'estero e che erano tornati nella loro città natale.
Quando, nel 1633, Rubens fu eletto decano della Corporazione di San Luca di Anversa, gli fu permesso di lasciare l'amministrazione nelle mani di van Mildert.
Il suo soprannome den Duyts, che significa il tedesco, si riferiva al fatto che era nato e cresciuto a Königsberg, che allora faceva parte della Germania. Aveva sposato con Elisabeth Waeyens e suo figlio Cornelis van Mildert divenne anche lui scultore e disegnatore. Sua figlia Elizabeth sposò lo scultore Gerard van Opstal. Suo figlio Cornelis e suo genero Gerard van Opstal completarono alcune delle opere lasciate incompiute al momento della sua morte.

## Opere
A partire dal 1617 circa, Van Mildert ricevette numerose commissioni importanti come scultore-architetto e costruttore di arredi per chiese in pietra su piccola scala. Divenne così il principale concorrente del laboratorio dei fratelli Hans e Robert Colyns Nole che aveva dominato il mercato di Anversa dall'inizio del XVII secolo.

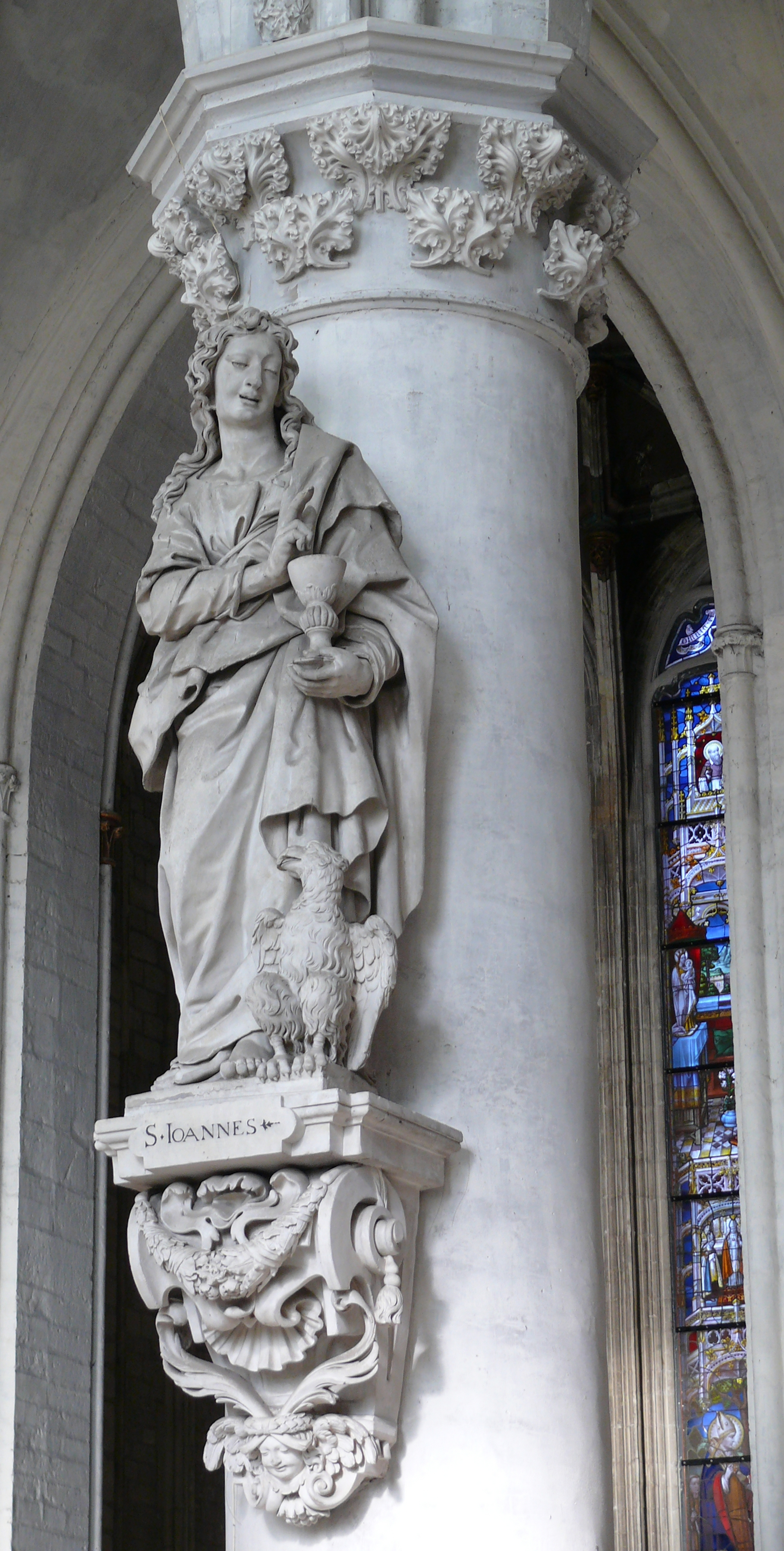
San Giovanni nella cattedrale di san Rombaldo a Malines

Inizialmente utilizzò lo stile del manierismo. Il caminetto monumentale, in alabastro, che fece nel 1618 per la sala delle nozze del Municipio di Anversa seguiva lo stile manierista di Cornelis Floris de Vriendt e potrebbe essere basato su un disegno dello stesso. In questo periodo van Mildert iniziò a lavorare nello stile barocco del suo amico Rubens. Nel 1618 eseguì un altare in marmo bianco e nero realizzato per la Chiesa di Notre-Dame de la Chapelle a Bruxelles basato su un disegno di Rubens. Questa struttura (ora a Saint-Josse-ten-Noode) fu il primo altare in pietra a forma di portico nei Paesi Bassi meridionali. Rubens incaricò van Mildert di realizzare il famoso muro di separazione con archi nella sua residenza ad Anversa. Eseguì in seguito il progetto di Rubens per Waterpoort, una porta che originariamente faceva parte delle mura di difesa di Anversa.
Nonostante la natura barocca della sua opera architettonica, la sua scultura di figura seguì le forme non dinamiche dello stile del Rinascimento. La sua immagine di San Gummaro per l'altare barocco eretto nel 1620 nella chiesa a lui dedicata a  Lier è pesante nelle proporzioni, non realistica nei dettagli e statica nella sua posa. Opere successive come la statua in marmo dell'apostolo Simone nel 1638 nella Cattedrale di San Rombaldo a Malines sono, tuttavia, più vivaci e realistiche. Questo vale anche per le sculture realizzate su disegni di Rubens come l'immagine dell'Arcangelo Michele che combatte contro il diavolo, realizzata per la chiesa dell'abbazia di San Michele ad Anversa e ora nella chiesa di San Trudo a Zundert.
Van Mildert ebbe un ruolo importante nello sviluppo del disegno dei mobili religiosi del barocco fiammingo. In quest'area della scultura barocca nei Paesi Bassi meridionali diede il suo contributo più importante dal momento che la qualità delle sue sculture di figura era rimasta indietro rispetto ai suoi contemporanei fiamminghi  Artus Quellinus e François Duquesnoy. A seguito della sua reputazione in questo campo, ottenne nel 1616, la commissione per la progettazione e l'esecuzione dell'altare principale del Cattedrale di San Giovanni a 's-Hertogenbosch. Un disegno e dipinto dell'altare di Pieter Jansz Saenredam è conservato ora nel Rijksmuseum ad Amsterdam.